# Lövstabukten
Lövstabukten – należąca do Szwecji zatoka morska w obrębie Zatoki Botnickiej Morza Bałtyckiego.

## Położenie i charakter
Zatoka znajduje się w północnej części regionu Uppsala, na wschód od miasta Gävle.  W okolicy zatoki w 2009 znajdowało się 147 nieruchomości zabudowanych, z których około 50 przeznaczonych było na domy całoroczne (około 60 to domy wakacyjne).

## Przyroda
W Lövstabukten występują głównie dwa typy ekosystemów: duże, płytkie zatoki laguny. Na krajobraz wybrzeża wyraźnie wpływają procesy podnoszenia terenu. Są w szczególności wyraźne w obszarach płaskich i nisko położonych. 
Różnorodne w obrębie zatoki siedliska powodują zróżnicowanie flory. Roślinność jest częściowo związana z wapiennymi morenami. W obrębie brzegów i dna znaleziono kilka rzadkich gatunków, z których 13 jest wpisanych do Czerwonej księgi gatunków zagrożonych. Godne uwagi jest to, że wszystkie 9 glonów z gromady Charophyta znalezionych Zatoce Botnickiej jest obecnych w Lövstabukten. Postulowana jest ochrona tego obszaru. W raporcie Szwedzkiej Agencji Ochrony Środowiska z 2000 zalecono, aby zatoki Lötfjärden i Norrafjärden, zostały uznane za rezerwaty przyrody, ponieważ są bardzo cenne z perspektywy krajowej.
Płytka woda w niektórych zatoczkach jest szybko podgrzewana na wiosnę. Temperatura ta jest czynnikiem szczególnie ważnym dla rozmnażania i żerowania wielu gatunków ryb. Płytkie zatoki są również ważne dla wielu gatunków podwodnej roślinności. Zatoki te są również istotne dla zwierząt wodnych, na przykład dla wielu ptaków, które chętnie tu żerują.